# Under Cover (serie surcoreana)
Under Cover (Hangul: 언더커버; RR: Eondeokeobeo) es una serie de televisión surcoreana transmitida del 23 de abril de 2021 hasta el 12 de junio de 2021 a través del canal JTBC.
La serie está basada en la serie británica Undercover de Peter Moffat y James Hawes.

## Sinopsis
La serie profundiza la realidad del poder, empezando una feroz batalla para proteger el amor y la justicia de las enormes fuerzas que dominan y sacuden al país por lucro.
Han Jung-hyun, es un hombre que ha estado ocultando su identidad como agente de la agencia para la planificación de la Seguridad Nacional por mucho tiempo. Es conocido por su extraordinaria rapidez y audacia, y durante una misión secreta, conoce y se enamora de Choi Yeon-soo, con quien se casa y tiene dos hijos. Sin embargo, cuando Yeon-soo es nominada para el puesto de la unidad de investigaciones de corrupción contra funcionarios mayores, pronto se da cuenta de que su nueva posición lo obligará a contarle la verdad sobre su trabajo.
Por otro lado, Choi Yeon-soo es una abogada de derechos humanos que ha vivido por la justicia y la verdad. En reconocimiento a sus creencias y habilidades, es nominada para convertirse en la primera jefa de la unidad de investigaciones de corrupción contra funcionarios públicos. Sin embargo, su nueva posición la hará enfrentarse a una verdad impactante.

## Reparto[8]

### Personajes principales[9]
| Actor                    | Personaje                   | N.º de episodios | Notas |
| ------------------------ | --------------------------- | ---------------- | --- |
| Ji Jin-hee Yeon Woo-jin  | Han Jung-hyun / Lee Suk-kyu | -                | Es un agente del Servicio de Inteligencia Nacional (Corea del Sur) anteriormente la agencia para la Planificación y Coordinación del Servicio Nacional de Inteligencia de Corea (NIS), que ha mantenido su identida en secreto del mundo y su familia. Está casado con Choi Yeon-soo, a quien conoció mientras se encontraba en una misión secreta. |
| Kim Hyun-joo Han Sun-hwa | Choi Yeon-soo               | -                | Es una talentosa abogada de derechos humanos que lucha por la justicia y la verdad. Es elegida para ser la primera jefa de la unidad superior de investigaciones de corrupción contra servidores civiles. Está casada con Han Jung-hyun, con quien tiene dos hijos.                                                                                 |

### Personajes secundarios

#### Servicio de Inteligencia Nacional (NIS)
| Actor                      | Personaje                | Episodio(s) donde apareció | Notas |
| -------------------------- | ------------------------ | -------------------------- | --- |
| Heo Joon-ho                | Lim Hyeong-rak           | -                          | Es el jefe de la oficina de planificación y coordinación del Servicio Nacional de Inteligencia de Corea (NIS). Es un estratega que sabe aprovechar las oportunidades.                                                                      |
| Jung Man-sik Park Doo-shik | Do Young-geol            | -                          | Es el jefe del equipo especial en la oficina de planificación y coordinación del Servicio Nacional de Inteligencia de Corea (NIS). Demuestra valentía en todo lo que hace.                                                                 |
| Kwon Hae-hyo               | Oh Pil-jae               | -                          | Es un hombre que selecciona a Han Jung-hyun para convertirse en agente encubierto de la agencia de planificación y coordinación del Servicio Nacional de Inteligencia de Corea (NIS). Pil-jae es una persona humana y aprecia a Jung-hyun. |
| Joo Suk-tae                | Park Won-jong            | -                          | |
| Han Go-eun Park Kyung-ri   | Go Yoon-joo / Kim Do-hee | - 4                        | Es una exagente del Servicio Nacional de Inteligencia de Corea (NIS). En el pasado, fue una agente encubierta que tuvo una relación con Han Jung-hyun mientras realizaban operaciones.                                                     |
| Nam Sung-jin Lee Gyu-bok   | Cha Min-ho / Jo Dong-pal | 1-2                        | |

#### Oficina de Investigación de Corrupción (CIO)
| Actor           | Personaje            | Episodio(s) donde apareció | Notas |
| --------------- | -------------------- | -------------------------- | --- |
| Choi Dae-chul   | Choo Dong-woo        | -                          | Es un fiscal de la oficina de investigación de corrupción (CIO) para funcionarios de alto rango, enviado al Servicio Nacional de Inteligencia de Corea (NIS). |
| Lee Han-wi      | Bae Goo-taek         | -                          | Es un gerente de la oficina de investigación de corrupción (CIO) para funcionarios de alto rango.                                                             |
| Kang Young-seok | Det. Jung Cheol-hoon | -                          | Es un joven detective de la oficina de investigación de corrupción (CIO) para funcionarios de alto rango.                                                     |
| Bae Yoon-kyung  | Song Mi-seon         | -                          | [ 20 ] |
| Kim Jin-goo     | Kim Dong-young       | 6                          | |
| Kim Gyu-in      | Ko Yu-ri             | 6                          | |
| Han Seung-yup   | Han Sang-jin         | 6                          | |
| Lee Eun-ju      | Hwang Hyun-ju        | 6                          | |

#### Personas cercanas a Yeon-soo
| Actor                      | Personaje      | Episodio(s) donde apareció | Notas |
| -------------------------- | -------------- | -------------------------- | --- |
| Lee Seung-joon Hong Jin-ki | Kang Chung-mo  | - 1-2                      | Es el secretario presidencial superior de asuntos civiles del gobierno.                                                       |
| Choi Kwang-il Im Ji-kyu    | Hwang Jeong-ho | - 1                        | Es un cliente de mucho tiempo de la abogada Choi Yeon-soo.                                                                    |
| Son Jong-hak               | Yoo Sang-dong  | -                          | Es un legislador. |
| Kim Soo-jin Han Bo-bae     | Min Sang-ah    | -                          | Es la mejor amiga de Choi Yeon-soo desde la universidad. Trabaja como reportera política de una importante agencia de medios. |

#### Familia de Jung-hyun & Yeon-soo
| Actor                   | Personaje     | Episodio(s) donde apareció | Notas                                                                                              |
| ----------------------- | ------------- | -------------------------- | -------------------------------------------------------------------------------------------------- |
| Park Geun-hyung         | Lee Man-ho    | -                          | Es el padre de Han Jung-hyun.                                                                      |
| Yoo Seon-ho Moon Ju-won | Han Seung-goo | - 2                        | Es el hijo de Han Jung-hyun y Choi Yeon-soo, tiene autismo.                                        |
| Lee Jae-in              | Han Seung-mi  | -                          | Es la hija de Han Jung-hyun y Choi Yeon-soo, una joven inteligente que se parece mucho a su madre. |

#### Miembros de la Policía
| Actor         | Personaje | Episodio(s) donde apareció | Notas                          |
| ------------- | --------- | -------------------------- | ------------------------------ |
| Park Jin-woo  | Det. Goo  | -                          | Es un detective de la policía. |
| Shin Jae-hoon | Det. Jo   | -                          | Es un detective de la policía. |
| Jun Joon-woo  | -         | 6                          | Es un oficial de la policía.   |

### Otros personajes
| Actor                      | Personaje                | Episodio(s) donde apareció | Notas |
| -------------------------- | ------------------------ | -------------------------- | --- |
| Lee Seung-joon Hong Jin-gi | Kang Choong-mo           | -                          | Es un buen amigo de Choi Yeon-soo desde la universidad, así como un alto funcionario del gobierno que trabaja en la Casa Azul. |
| Song Young-kyu             | Kwak Moon-heum           | -                          | Es el jefe de la Fiscalía del Distrito de Seúl. |
| Cha Soon-bae               | Moon Joo-hyung           | 3, 4                       | Es un destacado periodista y editor en jefe del "Daehan Jeil Daily" que ganó el premio de periodista y actualmente es el director ejecutivo de una importante empresa de medios. Es el jefe de Min Sang-ah y conocido de Choi Yeon-soo. |
| Seo Joon                   | Hyun-pil                 | -                          | |
| Ahn Se-ho                  | Kim Kwang-cheol          | -                          | Es el asistente de Do Young-geol. |
| Jang Eui-don               | -                        | 1                          | Es un instructor policíaco universitario en 1988. |
| Kang Moon-kyung            | -                        | 1                          | Es un ejecutivo de agencia en 1988. |
| Kim Kye-hyung              | -                        | 1                          | Es un pasajero del coche. |
| Park Hye-jin               | -                        | 1                          | Es una presentadora de noticias. |
| Lee Ha-eum                 | -                        | 1                          | Es una estudiante que asiste a la protesta en 1991. |
| Min Tae-hong               | -                        | 1                          | Es un estudiante de primer año que asiste a la protesta en 1991. |
| Yoon Tae-soo               | -                        | 1                          | Es un manifestante estudiantil. |
| Lee Woo-shin               | -                        | 1                          | Es un juez de 1991. |
| Lim Jung-ok                | Enfra. Kim               | 1-2                        | Es una enfermera. |
| Shin Dong-hoon             | -                        | 2                          | Es un trabajador de la oficina de enfermería. |
| Kim Byung-soon             | Yang Ho-won              | 2                          | Es un asambleísta. |
| Kang Dong-ho               | -                        | 2                          | Es el subordinado de Lim Hyeong-rak. |
| Kim Sang-wook              | Park Joo-won             | 2                          | Es un asistente a la audiencia del NIS. |
| Lee Kyung-oh               | Han Joon-ho              | 2                          | Es un asistente a la audiencia del NIS. |
| Kim Kyung-min              | Mr. Park                 | 3                          | Es un miembro del gobierno. |
| Lee Dong-soo               | Han Joon-ho              | 3                          | Es un entrevistador. |
| Jung In-gi                 | Kim Myung-jae            | 3-4                        | Es el secretario general del gobierno. |
| Jeon Hye-won               | La hija de Kim Myung-jae |                            | [ 24 ] |
| Hong Ye-ji                 | -                        | 3-4                        | Es una reportera. |
| Kim Kyung-min              | Mr. Park                 | 3-4                        | |
| Kim Nak-kyun               | -                        | 4                          | Es un oficial de la policía en 1990. |
| Kim Su-yeon                | -                        | 4                          | Es una enfermera. |
| Nam Hee-soo                | -                        | 4                          | Es una empleada de la oficina de identificación. |
| Jung Doo-kyum              | Lee Kang-ho              | 5-6                        | Es un miembro del gobierno. |
| Park Jung-eon              | Lee Young-sook           | 5-6                        | Es una miembro del gobierno. |
| Seo Young-sam              | Park Young-soo           | 5-6                        | Es un miembro del gobierno. |
| Lee Yoon-sang              | Park Joo-won             | 5-6                        | Es un miembro del gobierno. |
| Kim Jung-jin               | Kim A-soon               | 5-6                        | Es una clienta del bufete de abogados donde trabaja la abogada Choi Yeon-soo. |
| Choi Gyo-sik               | Mr. Ha                   | 5-6                        | Es un sacerdote y cliente del bufete de abogados donde trabaja la abogada Choi Yeon-soo. |
| Kim Deok-ju                | -                        | 6                          | Es la madre de Kim A-soo y una clienta del bufete de abogados donde trabaja la abogada Choi Yeon-soo. |
| Shin Bi                    | Jang Yu-bin              | 6                          | |

### Apariciones especiales
| Actor           | Personaje    | Episodio(s) donde apareció | Notas |
| --------------- | ------------ | -------------------------- | --- |
| Kim Young-dae   | Kim Tae-yeol | 2-3                        | Es el joven presidente del consejo estudiantil de la universidad de Hankook y líder de la protesta masiva contra el gobierno en 1991. Más tarde es acusado falsamente de ser comunista y asesinado por el NIS. |
| Kim Young-woong | -            | 3, 5                       | Es un personal de la sala de control del metro. |
| Kim Hye-jin     | Jung-hee     | 3-4                        | Es la esposa de Cha Min-ho y una clienta del bufete de abogados donde trabaja la abogada Choi Yeon-soo. |
| Shim Hyung-tak  | Lee Min-yool | 3-4                        | Es un hombre que afirma falsamente haber sido golpeado intencionalmente por el joven Han Seung-goo para que Choi Yeon-soo tenga problemas luego de convertirse en la nueva jefa de la Oficina de Investigación de Corrupción para Oficiales de Alto Rango. Poco después se revela que en realidad, Min-yool había abusado de su novia y Seung-goo lo había descubierto. |
| Lee Se-na       | Kim Da-kyung | 4                          | Es la exnovia de Lee Min-yool. Sintiéndose culpable por la situación por la que está pasando Han Seung-goo, le confiesa a Choi Yeon-soo lo que en realidad sucedió entre ella y Min-yool. |
| Park Joo-hyung  | -            | 4                          | Es el jefe de una pandilla de drogas en 1990. |

## Episodios
La serie está conformada por dieciséis episodios, los cuales fueron emitidos todos los viernes y sábados (KST).

### Ratings
Los números en color rojo indican las calificaciones más bajas, mientras que los números en azul indican las calificaciones más altas.
| Episodio | Fecha de emisión    | Participación promedio de audiencia (AGB Nielsen) | Participación promedio de audiencia (AGB Nielsen) |
| Episodio | Fecha de emisión    | Nacional                                          | Seúl                                              |
| -------- | ------------------- | ------------------------------------------------- | ------------------------------------------------- |
| 1        | 23 de abril de 2021 | 3.471% (7.ª)                                      | 4.139% (5.ª)                                      |
| 2        | 24 de abril de 2021 | 3.785% (5.ª)                                      | 4.866% (1.ª)                                      |
| 3        | 30 de abril de 2021 | 2.800% (NR)                                       | 3.355% (9.ª)                                      |
| 4        | 1 de mayo de 2021   | 3.367% (4.ª)                                      | 4.283% (1.ª)                                      |
| 5        | 7 de mayo de 2021   | 2.885% (NR)                                       | 3.466% (6.ª)                                      |
| 6        | 8 de mayo de 2021   | 4.243% (3.ª)                                      | 5.115% (1.ª)                                      |
| 7        | 14 de mayo de 2021  | 3.041% (10.ª)                                     | 3.963% (5.ª)                                      |
| 8        | 15 de mayo de 2021  | 4.175% (5.ª)                                      | 5.555% (2.ª)                                      |
| 9        | 21 de mayo de 2021  | 3.777% (6.ª)                                      | 4.471% (4.ª)                                      |
| 10       | 22 de mayo de 2021  | 4.187% (4.ª)                                      | 4.939% (2.ª)                                      |
| 11       | 28 de mayo de 2021  | 3.768% (5.ª)                                      | 4.503% (4.ª)                                      |
| 12       | 29 de mayo de 2021  | 3.816% (5.ª)                                      | 4.696% (2.ª)                                      |
| 13       | 4 de junio de 2021  | 3.922% (5.ª)                                      | 4.437% (5.ª)                                      |
| 14       | 5 de junio de 2021  | 4.517% (5.ª)                                      | 5.279% (3.ª)                                      |
| 15       | 11 de junio de 2021 |                                                   |                                                   |
| 16       | 12 de junio de 2021 | [ 32 ]                                            |                                                   |
| Promedio | Promedio            | -                                                 | -                                                 |

## Música
El OST de la serie está conformado por las siguientes canciones:

### Parte 1
| No. | Intérprete    | Canción                           | Letra          | Música                                | Duración |
| --- | ------------- | --------------------------------- | -------------- | ------------------------------------- | -------- |
| 1   | Han Dong-geun | "That Kind of Person" (그런 사람) | Kim Young-sung | Kim Young-seong, Seo Jae-ha y Do-hoon | 3:33     |
| 2   |               | "That Kind of Person" (Inst.)     | -              | Kim Young-seong, Seo Jae-ha y Do-hoon | 3:33     |

### Parte 2
| N.º | Intérpretes                   | Canción                           | Letra        | Música       | Duración |
| --- | ----------------------------- | --------------------------------- | ------------ | ------------ | -------- |
| 1   | Sondia & Kim Jun-hwi (김준휘) | "On A Secluded Road" (외딴길에서) | Park Kang-il | Park Kang-il | 3:54     |
| 2   |                               | "On A Secluded Road" (Inst.)      | -            | Park Kang-il | 3:54     |

### Parte 3
| No. | Intérprete | Canción              | Letra    | Música   | Duración |
| --- | ---------- | -------------------- | -------- | -------- | -------- |
| 1   | Sondia     | "My Day" (나의 하루) | Donnie J | Donnie J | 4:08     |
| 2   |            | "My Day" (Inst.)     | -        | Donnie J | 4:08     |

### Parte 4
| No. | Intérprete | Canción                 | Letra                        | Música                                          | Duración |
| --- | ---------- | ----------------------- | ---------------------------- | ----------------------------------------------- | -------- |
| 1   | KATIE      | "Where Are You"         | Safira.K (de Psycho Tension) | Psycho Tension (DOO, Safira.K y Jeong Seongmin) | 4:03     |
| 2   |            | "Where Are You" (Inst.) | -                            | Psycho Tension (DOO, Safira.K y Jeong Seongmin) | 4:03     |

### Parte 5
| No. | Intérprete     | Canción                                       | Letra         | Música | Duración |
| --- | -------------- | --------------------------------------------- | ------------- | ------ | -------- |
| 1   | 고영배 of 소란 | "I Remember This Moment" (이 순간을 기억해요) | Noheul (노을) | Noheul | 3:01     |
| 2   |                | "I Remember This Moment" (Inst.)              | -             | Noheul | 3:01     |

### Parte 6
| No. | Intérprete | Canción                                     | Letra | Música                                 | Duración |
| --- | ---------- | ------------------------------------------- | ----- | -------------------------------------- | -------- |
| 1   | Huh Gak    | "With You Under the Sky" (하늘 아래 그대와) | Hana  | Tom Irang Jerry, Um Ki-yeop y Safira.K | 3:56     |
| 2   |            | "With You Under the Sky" (Inst.)            | -     | Tom Irang Jerry, Um Ki-yeop y Safira.K | 3:56     |

### Parte 7
| N.º | Intérprete          | Canción                                                         | Letra           | Música                                 | Duración |
| --- | ------------------- | --------------------------------------------------------------- | --------------- | -------------------------------------- | -------- |
| 1   | Safira.K (사피라 K) | "With You Under the Sky" (하늘 아래 그대와 (versión en inglés)) | 하나 y Safira.K | Tom Irang Jerry, Um Ki-yeop y Safira.K | 3:55     |
| 2   |                     | With You Under the Sky" (Inst.)                                 | -               | Tom Irang Jerry, Um Ki-yeop y Safira.K | 3:55     |

## Producción
En abril de 2020, se anunció que se estaba planeando realizar una versión surcoreana de la serie británica Undercover de Peter Moffat y James Hawes.
La serie fue dirigida por Song Hyeon-wook (송현욱), mientras que el guion estuvo a cargo de Baek Cheol-hyeon (백철현), Jung Hye-eun (정혜은) y Song Ja-hoon (송자훈).
Por otro lado la producción estuvo en manos de Lim Byung-hoon, quien contó con el apoyo de los productores ejecutivos Kim Ye-ji, Park Woo-ram, Lee Hyeong-hoon y Kim Jae-geum. La serie también contó con el compositor Eom Ki-yeop.
La serie también tuvo el apoyo de las compañías de producción Story TV y JTBC Studios.

### Recepción
El 28 de abril de 2021, Good Data Corporation compartió su nueva clasificación de los dramas y miembros del elenco que generaron más revuelo durante la semana del 19 al 25 de abril del mismo año. Las listas se compilaron a partir del análisis de artículos de noticias, publicaciones de blogs, comunidades en línea, videos y publicaciones en redes sociales sobre los dramas que están actualmente al aire o que saldrán al aire próximamente. La serie obtuvo el puesto número siete en la lista de los dramas populares.
El 8 de mayo de 2021, Good Data Corporation compartió su nueva clasificación de los dramas y miembros del elenco que generaron más revuelo durante la semana del 26 de abril al 2 de mayo del mismo año. Las listas se compilaron a partir del análisis de artículos de noticias, publicaciones de blogs, comunidades en línea, videos y publicaciones en redes sociales sobre los dramas que están actualmente al aire o que saldrán al aire próximamente. La serie obtuvo el puesto número siete en la lista de dramas más comentados de la semana.
El 16 de mayo de 2021, Good Data Corporation compartió su nueva clasificación de los dramas y miembros del elenco que generaron más revuelo durante la semana del 3 al 9 de mayo del mismo año. Las listas se compilaron a partir del análisis de artículos de noticias, publicaciones de blogs, comunidades en línea, videos y publicaciones en redes sociales sobre los dramas que están actualmente al aire o que saldrán al aire próximamente. La serie obtuvo el puesto número 10 en la lista de dramas más comentados de la semana.